# Lauren James
Lauren James (właśc. Lauren Elizabeth James; ur. 29 września 2001 w Londynie) – angielska piłkarka, występująca na pozycji napastniczki w angielskim klubie Chelsea F.C. oraz w reprezentacji Anglii. Uczestniczka Mistrzostw Świata 2023.

## Mecze w reprezentacji
Na podstawie:

### Mistrzostwa Świata 2023
| Mecze i gole w reprezentacji podczas Mistrzostw Świata 2023 | Mecze i gole w reprezentacji podczas Mistrzostw Świata 2023 | Mecze i gole w reprezentacji podczas Mistrzostw Świata 2023 | Mecze i gole w reprezentacji podczas Mistrzostw Świata 2023 | Mecze i gole w reprezentacji podczas Mistrzostw Świata 2023 | Mecze i gole w reprezentacji podczas Mistrzostw Świata 2023 | Mecze i gole w reprezentacji podczas Mistrzostw Świata 2023 | Mecze i gole w reprezentacji podczas Mistrzostw Świata 2023 |
| Lp.                                                         | Data                                                        | Miasto                                                      | Przeciwnik                                                  | Wynik                                                       | Gole                                                        | Inne                                                        | Faza rozgrywek                                              |
| ----------------------------------------------------------- | ----------------------------------------------------------- | ----------------------------------------------------------- | ----------------------------------------------------------- | ----------------------------------------------------------- | ----------------------------------------------------------- | ----------------------------------------------------------- | ----------------------------------------------------------- |
| 1.                                                          | 22.07.2023                                                  | Brisbane                                                    | Haiti                                                       | 1:0 (1:0)                                                   |                                                             |                                                             | Faza grupowa                                                |
| 2.                                                          | 28.07.2023                                                  | Sydney                                                      | Dania                                                       | 1:0 (1:0)                                                   | 6'                                                          |                                                             | Faza grupowa                                                |
| 3.                                                          | 01.08.2023                                                  | Adelaide                                                    | Chiny                                                       | 6:1 (3:0)                                                   | 41', 65'                                                    | 3 asysty                                                    | Faza grupowa                                                |
| 4.                                                          | 07.08.2023                                                  | Brisbane                                                    | Nigeria                                                     | 0:0 (k. 4:2)                                                |                                                             | 87'                                                         | 1/8 finału                                                  |
| 5.                                                          | 20.08.2023                                                  | Sydney                                                      | Hiszpania                                                   | 0:1 (0:1)                                                   |                                                             |                                                             | Finał                                                       |

## Sukcesy
Na podstawie:

### Klubowe
- Mistrzyni Anglii 2021/22, 2022/23
- Puchar Anglii 2020/21, 2021/22, 2022/23

### Reprezentacyjne
- Wicemistrzyni Świata 2023